# Duan Yuhang
Duan Yuhang (* 16. November 2000) ist ein chinesischer Leichtathlet, der sich auf den Hochsprung spezialisiert hat.

## Sportliche Laufbahn
Erste internationale Erfahrungen sammelte Duan Yuhang im Jahr 2025, als er bei den Asienmeisterschaften in Gumi mit übersprungenen 2,15 m den sechsten Platz belegte.
In den Jahren 2023 und 2024 wurde Duan chinesischer Meister im Hochsprung.